# دوري المقاطعات الشمالي الغربي 2016–17
دوري المقاطعات الشمالي الغربي 2016–17 هو موسم من دوري المقاطعات الشمالي الغربي. فاز فيه Atherton Collieries A.F.C. ‏.